# Zgodovina znanosti in tehnike v Španiji
V zadnjem stoletju so se razvile različne panoramske vizije zgodovinskega procesa, ki je oblikoval aktualno špansko družbo. Znanstvene in tehnične dejavnosti so stare toliko, kot je star človek. Vzpostavitev prave tehnologije, ki je razumljena kot integracija sistematičnega znanja, materialnih virov, spretnosti in tehničnih postopkov, ki se uporabljajo za preoblikovanje produktivnega procesa z zavestno metodologijo, ki presega raven obrtnika, je morala počakati na sodobno dobo.
Le malo španskih znanstvenikov (z izjemo Serveta ali Cajala) je bilo protagonistov paradigmatskih sprememb, ki so zaznamovale zaporedne znanstvene revolucije. Velik del študij v zgodovini znanosti obsega spremljanje njihovega sprejema v Španiji, enako velja tudi pri tehnoloških prenosih. Znanost in tehnologija sta bili v Španiji do prve polovice dvajsetega stoletja "mejna realnost v svoji organizaciji in družbenem kontekstu", tako je takšna marginalizacija desetletja ostajala nekakšen nacionalni stereotip španščine, ki so jih razširjali in slavili nekateri tuji mediji, včasih zavrnjeni kot neprimerni ali žaljivi.

## Sedanjost in norme
V zadnjih letih je Španija dosegla visok položaj (deveta, s 2,5% objav) v mednarodni znanstveni uvrstitvi, vendar se sooča s hudimi zmanjšanimi proračuni zaradi krize. Ena od pomanjkljivosti španskega sistema znanosti in tehnologije (ali nacionalnega inovacijskega sistema) je bilo pomanjkanje naložb v raziskave in razvoj številnih zasebnih podjetij in posledično tudi njena odvisnost od javnih naložb, kar je opazna razlika z drugimi industrializiranimi državami. Vendar pa je od drugega desetletja 21. stoletja izstop zasebnih podjetij v tujini, povzročila potrebo po tekmovanju in preživetju na svetovnem trgu in ustvarjanju večje znanstvene in tehnološke uporabe ter posledično večje zasebne naložbe v raziskave.

## Zgodovinski uvod
Kljub metodološkim težavam (odsotnost pisnih virov) je bila v preteklih časih poskusna rekonstrukcija vidikov prednacionalne in predtehnološke misli (interpretacija in preoblikovanje narave) mogoča z analizo in interpretacijo paleolitske umetnosti, ki je imela na Iberskem polotoku vzorce izredne vrednosti; kot tudi z litičnimi tehnikami in celo z anatomskimi rekonstrukcijami.
Že v povsem zgodovinskem obdobju za Bližnji vzhod je bila vloga zahodnih dežel v trgovini na dolge razdalje s prvimi civilizacijami bistvena za vključitev tehnik metalurških del iz bronaste dobe; medtem ko so se tehnike metalurških del v železni dobi vključile konec drugega tisočletja pnš. in začetki 1. tisočletja pnš. Še težje je preveriti prihod drugih tehničnih manifestacij, kot so kolo, plug ali jadro.
Romanizacija je bila v Španiji zelo globoka in to nam kažejo tehnike gradnje, ki so omogočile tako končne rezultate kot sta Alkantarski most ali akvadukt v Segoviji, zapleteno postavitev ceste, prve hidravlične jezove, ali rudarske operacije vseh vrst.
Srednjeveška znanost v svojih naravnih omejitev, je imela nekaj svojih največjih dosežkov v kristjanjskih in muslimanskih kraljestvih.
Nekateri najpomembnejši znanstveniki iz helenističnega obdobja so potovali skozi Cádiz, to so bili: Polibio, Artemidoro in Posidonio, ki so imeli priložnost meriti tamkajšnje plimovanje (bolj viden pojav v Atlantiku kot v Sredozemlju) in predlagati njihove vzroke.
Prehodi med različnimi načini proizvodnje so pomenili tehnološke preobrazbe, ki so jih spodbudile ali upočasnile različne ekonomsko-socialne konfiguracije, ki so v španskem primeru potrjevale različne načine obnove tehnik kmetijstva, živinoreje in prehrambene industrije ter drugih vej izdelave; včasih z institucionalno pobudo ali z dinamiko produktivnih dejavnosti, ki so bile bolj ali manj predmet trgovinskih skrivnosti (nezdružljivost med delom in plemstvom, kvalifikacijo slabih in mehanskih delovnih mest). Najbolj spektakularni primeri so vodna kolesa na jugovzhodu Španije in druge namakalne tehnike, ki jih je uvedla ali izpopolnila arabsko-španska civilizacija.

## Znanost in tehnologija v srednjem veku

### Znanost in tehnologija v Vizigotski španiji
Če si kaj zasluži ime za vizigotsko znanost je to nekaj besedil, ki so ostale od Vizigotske Kraljevine Toledo (549-711), med katerimi so etimologije svetega Izidorja Seviljskega. Kakorkoli že, je bilo cerkveno področje tisto, kjer je bilo čutiti sledove intelektualnega življenja izven klasične ali krščanske tradicije: škofje in španski samostan, ki je skupaj z drugimi kasnejšimi primeri meniškega življenja oddajnik kulture zahodne Evrope. V Suveškem kraljestvu (ki se je ohranil več kot stoletja na severozahodu Iberskega polotoka) je podobno vlogo izvajal tudi San Martin de Braga.

### Znanost in tehnologija v Al-Andaluzu: muslimanska Španija
Al-Andaluz je bil razvit kot urbana civilizacija, z visoko stopnjo pismenosti in kultur vseh vrst znanosti in tehnologije, ki so bile vključene v trgovske mreže na dolge razdalje, medtem ko je ostala Zahodna Evropa v dolgotrajnem procesu ruralizacije ki se je vrnila v krizo tretjega stoletja.
Sprva je bila arabska kultura značilna za sinkretični sprejem klasično grško-rimske kulture, judovsko-krščanske in perzijske, ki pa ni bila omejena zgolj na reprodukcijo, ampak je ustvarila tudi  transcendentne lastne prispevke, od katerih jih je bilo veliko na Iberskem polotoku. Že v 9. stoletju, Hispano-Vizigoti, ki so ostali kristjani pričajo, da je bil kulturni prestiž njihovih muslimanskih vladarjev to, da so mladi prenehali z  gojenjem latinskih črk in se rajši posvetili arabskim.

### Univerze in prevajalske šole
Vloga škofovske šole je bila odločilna v času, ko so kralji želeli, da je poučevanje tudi laično z ustvarjanjem prvih Studium generale, ki so se pojavili v 13. stoletju.
Značilnost teh univerz je skrb za študente katerega koli družbenega razreda, ki je vredno učenja. V Salamanci se to kaže v nastanku (1401) kolegija de San Bartolomé, ki ga je ustanovil Diego de Anaya, za študente, ki niso imeli sredstev. Temu kolegiju je sledilo še nekaj drugih šol.

## Znanost in tehnologija v zlati dobi
Zlata doba je zelo primeren izraz za označevanje briljantnosti kulturne zgodovine Španije na kronološkem področju, ki zajema 16. in 17. stoletje, čeprav je njena natančna dimenzija ponavadi med letoma 1492 in 1681 (ali omejena na obdobje španske hegemonije v Evropi, med letoma 1521 in 1648). Prvorazredni znanstveno-tehnični dogodek v obdobju je mogoče najti pri uvajanju tiskarskega tiska v Španiji (Juan Párix, Sinodal de Aguilafuente, Segovia, 1472); medtem ko je končna točka ponavadi ugotovljena v filozofsko-medicinsko-kemijskem pismu od Juan de Cabriada (1687), ko je španski upad (ki se je že več kot pol stoletja popolnoma zavestno zavzel za intelektualno elito) povezal s splošno krizo evropske zavesti, ki je sledila razsvetljenju 18. stoletja.
Španska renesansa in španski barok sta obdobja impresivne umetniške produkcije, pa tudi na vseh področjih intelektualne produkcije. V znanosti in tehnologiji se odprejo z Age of Discovery, ki je postavila Španijo v središče sveta: po odkritju Amerike (Krištof Kolumb, 1492) in odprtju azijske poti po južnem koncu Afrike ( Bartolomeo Dias, 1488, Vasco da Gama, 1497),  je pogodba z Tordesillasom (1494) dobesedno razdelila (z najsodobnejšimi geografskimi merili v času določanja poldnevnika) svet ki ga je treba še odkriti med kraljevstvom Kastilijo in Portugalsko, ki ga je prvič obiskala španska ekspedicija (ekspedicija Magallanes-Elcano, 1519-1522).
Po drugi strani sistematično izkoriščanje pridobljenega znanja ni bilo doseženo; na primer, znanstvena ekspedicija v novi Španiji, Mehiki, ki jo je vodil med 1571 in 1577 Francisco Hernandez de Toledo in ki je proizvedla velike količine zapiskov in ilustracij, ni bila ustrezno objavjena;izvirnik, ki je bil shranjen v knjižnici El Escorial pa je bil izgubljen v požaru leta 1671.

### Španske univerze v zlati dobi
Španske univerze, v glavnem tiste, ki so imele glavne kolegije (Salamanca, Alcalá in Valladolid), pa tudi druge univerze, visokošolske ustanove ali studiji so aktivno sodelovali v kulturnem razkošju zlate dobe, vendar niso bile tako kot druge evropske univerzitetne ustanove središče prenovitega gibanja znanstvenih misli, ki so pripeljale do znanstvene revolucije.
Šola v Salamnci, ki jo sestavljajo teologi in pravniki, zelo vplivni pri oblikovanju sodobnih družbenih ved: ekonomije (arbitrarizma), prava in politične teorije.
Veliko je bilo tudi španskih učiteljev, ki so poučevali na univerzah širom Evrope, za katere je bilo dojemanje Španije in njenih intelektualcev ambivalentno, zelo hvalevredno v nekaterih primerih in zelo kritično v drugih, zlasti zaradi tem anti-španske propagande, ki so prejele ime črne legende.

### Ženske v znanosti in kulturi španske zlate dobe
Razpravlja se, ali je izjemno besedilo Nova filozofija o naravi človeka delo Migela Sabuce ali njegove hčere Olive Sabuco. V tem primeru bi bili pred eno od redkih ženskih znanstvenih osebnosti moderne dobe.
Druge slavne pisateljice so bile: Beatriz Galindo , ki je pisala poezijo v latinščini in pokazala znanje o teologiji in medicini - nekateri komentarji so pripisani Aristotelu ali Luisa de Medrano, ki je učila na Univerzi v Salamanci. Florencia Pinar, Isabel Vergara, etc.
Protireformacija je v veliki meri preusmerila dejavnost žensk z intelektualnimi ambicijami v religiozno sfero (cerkev sv. Terezije, sestra Juana Ines de la Cruz, sestra María de Jesús de Ágreda ali Juliana Morella).
Poleg literarnega sveta je stopnja integracije žensk v tehnične poklice, ki je že bila malo dokumentirana, skrita s splošno nevidnostjo vsega, kar se nanaša na zgodovino žensk, omejeno na njihovo refleksijo v likih fiktivnih romanov in iger ter resničnih primerov, tako da so povzročili škandal ali presenečenje: kot Elena ali Eleno de Céspedes (kirurg, ki ga je inkvizicija obsodila za predstavljanje kot moški, ko je bila ženska) ali Catalina de Erauso (nuna, ki je bila integrirana v vojsko).

## Znanost in tehnologija v razsvetljenstvu
v prvi polovici stoletja je bila predstavljena zaslužena dejavnost zelo prestižnih osamljenih osebnosti, kot so Benito Jerónimo Feijoo, ali temelj ustanov velikanske književne projekcije (Kraljeva akademija, Akademija za zgodovino) in znanstveni, kot je Kraljeva vojaška akademija za matematiko in utrdbo iz Barcelone (1720) ali šole Guardiamarinas de Cádiz (1717), iz katere sta nastali dve najpomembnejši osebnosti stoletja: Jorge Juan in Antonio de Ulloa (geodetska misija v Peru, 1734 ekspedicija, usklajena s Francijo - Condamine - za merjenje stopnje poldnevnika).
Po drugi strani pa je bila konec stoletja povezava med španskimi in evropskimi znanstvenimi ustanovami veliko bolj pogosta; in se je izkazala za dovolj privlačno za tuje osebnosti, kot je bil Alexander von Humboldt, katerega izvrstna ekspedicija na Kanarske otoke in Ameriko pripelje do neverjetnega odkritja osrednje planote. Je tudi prvi, ki pravilno izvaja in razlaga altimetrične meritve, ki mu omogočajo izdelavo topografskega profila Iberskega polotoka, od Valencie do La Coruñe (kljub temu je pomembno, da Španija ni bila njegova prva izbira ali predlog).
Nedvomno sta botanika in mineralogija najpomembnejši znanosti v španskem prispevku k vodilni znanstveni produkciji tega obdobja. Trenutki, ki so bili briljantni, so bili odkritja volframa, zaradi preiskav Juan Josea Delhuarja in Fausta Delhuarja; očiščenje platine François Chavaneau in odkritje vanadija leta 1801 (ki bi ga lahko imenovali rionio v čast Andrésja Manuela del Ría, profesorja kemije in mineralogije). V botaniki je treba navesti študije o flori nove Granade, ki jo je izdelal Celestino Mutis, ki je bil tudi izjemen zdravnik, jezikoslovec in izumitelj.
Zelo pomembno za inženiring je  odprtje kraljevega kabineta strojev (1791, na pobudo Agustina de Bethencourta). Ta kabinet je obetaven rezultat trajne dokumentacije,dela v Angliji in Franciji, utemeljen z impresivno zbirko modelov in navodil za njegovo razmnoževanje na lestvici; to je dober primer tega, kar se je v španskih znanstvenih ustanovah v tem obdobju ponovilo kot stalno: to, kar bi lahko preživelo uničenje ter človeško in materialno razpršenost vojne španske neodvisnosti in zaporednih političnih izgnancev, ni bilo uporabljeno. 
·       Znanstveniki prve ilustracije: Novatores, ki so se v zadnjih desetletjih 17. stoletja začeli obnavljati špansko znanost, so v prvi polovici 18. stoletja nadaljevali s svojimi dejavnostmi na področjih astronomije in matematike (Tomás Vicente Tosca, Juan Bautista Corachán , Francisco Cerdá in Rico) in medicine (Andrés Piquer in katalonski zdravniki - Gaspar Casal Julián, Pedro Virgili, Antonio Gimbernat in Arbós, Francisco Salvá, Francisco Santpons).
·       Geografi: Isidoro de Antillón in Marzo, Tomás López, Vicente Tofiño itd.

### Ženske v razsvetljenjstvu
Alcalá je gostila prvi primer ženske na univerzi: zdravnica Alcalá María Isidra de Guzmán y de la Cerda, kateri je zaščita Carlosa III zastrla vsa morebitna nasprotovanja, da bi dosegla (leta 1785 z 17 leti) naslov zdravnice in učiteljice na Fakulteti za umetnost in humanistiko. Vendar pa ta izjema ni pomenila nobene razlike v togi izključitvi žensk na univerzitetni sferi do 20. stoletja.
Marija Andrea Casamayor y de la Coma, ki se je izobraževala s piaristi, je napisala dve knjigi o uporabi aritmetike in metrologije, zaradi česar je postala prva španska matematičarka , ali vsaj prva z objavljenim delom.

## Znanost in tehnologija v španski sodobni dobi: neuspeh industrijske revolucije
Industrijska revolucija je tehnološko-produktivna manifestacija revolucionarnih sprememb, s katerimi se odpira sodobna doba: v politično-ideološki liberalni revoluciji in v socialni buržoazni revoluciji; medtem ko so se v znanosti (načeloma in do konca 19. stoletja) razvile posledice in uporaba newtonianske paradigme.
Za Španijo je industrijska revolucija po provokativni tezi Jordija Nadala opisana kot neuspeh. Sodobna doba v Španiji se začne s špansko vojno za neodvisnost, ki je povzročila resne posledice za proizvodnjo tkanine, znanost in tehnologijo, ki se v gospodarski, socialni in politični obliki nasilno kaže v obstoječi krizi starega režima. Transcendentalno od vsega tega za špansko znanost in tehnologijo je tisto, kar je pomenilo relativno zaostalost proti najnaprednejšim državam v Evropi, ki jih je mogoče izmeriti v stoletju. Medtem ko se bo v večini teh držav kriza v starem režimu zaprla z revolucijo leta 1848 (ali z drugo svetovno vojno, 1914-1918), bo v Španiji še naprej preživela do Frankovega režima, presežena polovica 20. stoletja .
Polemiko španske znanosti je sprožilo besedilo prevajalca Menéndeza y Pelayo (1876). V svojem intelektualnem vidiku nima zelo pozitivnih ali spodbudnih posledic za znanstveno produkcijo. Dejstvo je, da je poleg generičnega in obupanega poziva k modernizaciji regeneracionizma bil odnos do umetnosti in znanosti med najbolj lucidnimi intelektualci ambivalenten.
Kljub vsemu je očitno, da lahko le iz družbenih in gospodarskih sprememb, ki so se odprle s tehnološkim razvojem v šestdesetih letih dvajsetega stoletja in s političnimi spremembami španske tranzicije sedemdesetih let, kar je vključevalo odločilen vstop v Evropski skupni trg leta 1986 govorimo o sodobni znanosti v Španiji, čeprav je šibka in zelo izrazita odvisnost od javnih naložb v primerjavi s tistim, kar se dogaja v drugih razvitih državah.

## Znanost in tehnologija v 19. stoletju
Kljub relativni zaostalosti Španije v 19. stoletju v znanosti in tehnologiji so bila prizadevanja za posploševanje izobraževalnega usposabljanja, čeprav nezadostna, pomembna: podatki o nepismenosti, ki so bili leta 1800 ocenjeni na 94%, so bili do leta 1860 ocenjen na 80% (69% pri moških in 90% pri ženskah); primerljive samo z južno in vzhodno Evropo, medtem ko sta Belgija in Avstrija (tudi katoliška območja, ki niso imeli splošne obravnave, ki jo je mogoče pripisati protestantski reformi) zmanjšala za 50%, preostanek Evrope in Severne Amerike pa celo nekoliko nižje številke. Po Pidalovem načrtu iz leta 1845 je zakon Moyano iz leta 1857 z najdaljšo usmeritvijo predvideval izobrazbeno strukturo, ki temelji na osnovnem šolanju, ki je bila poverjena z mestnim svetom, srednjo izobrazbo, osredotočeno na moške iz srednjega razreda, z visokošolskim zavodom po pokrajini (zaupano pokrajinskim svetom, ki ga je do leta 1868 obiskovalo samo 28.698 študentov) in visokošolsko izobraževanje z doktoratom, centralizirano v Centralni univerzi v Madridu. Leta 1847 je Nicomedes Pastor Díaz uvedel filozofske fakultete s štirimi področji: literaturo, filozofijo, naravoslovjem in fizikalne-matematične vede; kjer so študirali pet let. Med letoma 1857-1858 in 1867-1868 se je vpis na univerzo podvojil: od 6.104 do 12.023 študentov.
Pomembne znanstvene ustanove, ustvarjene v 19. stoletju, so bile med drugim: Institución Libre de Enseñanza (1875), Kraljevsko špansko društvo za naravno zgodovino (1871); in veliko število kraljevskih akademij (tisti iz jezika, zgodovine in pravosodja ter zakonodaje, ustanovljene v 18. stoletju, v 19. stoletju so bili dodani tisti iz točnih, fizičnih in naravnih znanosti -1847, z reorganizacijo Medicine in naravoslovja 1734-, medicine-1861, tudi iz delitve prejšnjih, moralnih in političnih znanosti -1857-, in farmacija leta 1932).

### Železnice v Španiji
Prva španska železnica na evropskem ozemlju je imela linijo Barcelona-Mataró (28. oktober 1848), ki je zadolžena za podjetje z angleškim in španskim kapitalom(predvsem katalonsko in kubansko) ter angleško tehnologijo in inženirjem. Deset let prej, 19. novembra 1837, je bila odprta prva španska železnica, toda v Ameriki: linija Havana-Bejucal, na Kubi. 9. februarja 1851 je bila odprta linija Madrid-Aranjuez (Tren de la Fresa). Zasnova nacionalnega načrta je bila v bistvu radialna (povezuje Madrid s periferijo), z nekaj transverzalnimi povezavami (nekateri med njimi, kot je Santander-Mediterráneo se nikoli ni končal); in kljub svoji nizki gostoti v primerjavi z drugimi evropskimi primeri, je bila gradnja zelo počasna: do konca stoletja svojih bistvenih delov ni dokončala.
Največja težava španske železniške proge je bila premagati strma pobočja, ki so značilna za orografske izolacije centralne planote. Razlog, da so se odločili za tir širine večje od evropskih je bil omogočiti večjo velikost koles in z njimi večjo hitrost. Tudi večja širina omogoča večjo velikost kotlov.
Glavne železniške družbe so bile ustanovljene s prevladujočim tujim kapitalom (francoskim, angleškim in belgijskim) in so imele koristi od zaščitne zakonodaje, ki jim omogoča, da brezplačno uvozijo praktično vse svoje pravice.

### Vključevanje žensk v kulturne ustanove devetnajstega stoletja
Leta 1837 je dostop do Madridske knjižnice prvič podeljen tudi ženskam po zahtevi Antonie Gutiérrez Bueno.
Revolucija 1868 je dovolila dostop žensk do univerz. Leta 1880 je zakon sprožil potrebo po posebnem dovoljenju za sprejem žensk, pogoj je bil ukinjen leta 1910. Nobena ženska ni bila univerzitetna profesorica, dokler Julio Burell ni ustvaril Katedra za romanske književnosti na Univerzi v Madridu za Emilio Pardo Bazan (1916 ).

## Znanost in tehnologija v 20. stoletju
V prvi tretjini 20. stoletja je bila zadnja možnost za kolonialno širitev španskega imperija, ki je utrpela travmo katastrofe iz leta 1898 z izgubo Kube, Portorika in Filipinov v korist Združenih držav Amerike (ki jih je tudi prisilia v likvidacijo s prodajo ostalih pacifiških otokov, ki so ostali brez možnega upravljanja). Edina možnost je bila povečati prisotnost v Zahodni Afriki, na katero so bila usmerjena vojaška, diplomatska in znanstvena prizadevanja.

### Razvoj elektrifikacije v Španiji
Madridski metro je bil odprt 17. oktobra 1919. Istega leta je bila prva glavna stavka sektorja: stavka La Canadiense, ki kaže, da sta bila tako število delavcev kot tudi njihovi delovni pogoji bistveno enačeni z drugimi industrijskimi sektorji. Diktatura Prima de Rivere je z vidika ekonomskega nacionalizma spodbujala avantgardne sektorje v telekomunikacijah, kot so radijsko oddajanje (glej Radio v Španiji) in telefonijo (nacionalna telefonska družba Španije pod monopolom). Oslabelost prvega Frančizma je spodbudila koncentracijo in delno nacionalizacijo sistema za proizvodnjo in distribucijo električne energije, ki je ustvarila oligopol podjetja, ki se je po pristopu k Evropski uniji preoblikoval s privatizacijami in združitvami španskega gospodarstva.

### Znanost in tehnologija v »srebrni dobi«
Srebrna doba španske literature in znanosti je ime, s katerim je običajno označena prva tretjina 20. stoletja, za katero je značilno cvetenje znanstvenih in literarnih dejavnosti, neprimerljive mednarodne kakovosti in vpliva od zlate dobe. Začelo se je s spektakularnim mejnikom: Nobelova nagrada: Santiago Ramón y Cajal (1906) in se je tragično končala z izbruhom španske državljanske vojne (1936).
Izobraževanje, znanost in tehnologijo so videli kot bistveno orodje za napredek na vseh področjih (gospodarski, socialni, institucionalni ), ki je bistvenega pomena za premagovanje nacionalne zaostalosti (čigar vest je bila izražena v sodobni razpravi o Španiji).
Nevtralnost Španije v prvi svetovni vojni (1914-1918) je pomenila nove poslovne priložnosti. Eden najbolj bleščečih trenutkov obdobja pred drugo republiko je bila mednarodna razstava, ki je sovpadala leta 1929 in je služila kot mednarodni razgled za Španijo: ibersko-ameriška razstava v Sevilli in mednarodna razstava Barcelone.

### Dostop žensk do univerzitetnih študijev
Bilo je leta 1910, ko sta bila v času ustanovitve Študentskega doma, 9. marca in 4. septembra, odobrena dva kraljevska naročila, ki sta razveljavila zahtevo, ki je potrebna za ženske, o upravnem dovoljenju pred vpisom, ki omogoča enakopraven dostop z moškimi. Poleg tega so novi predpisi priznali veljavnost univerzitetne izobrazbe, ki je bila izdana ženskam, poklicno opravljanjr v javnih zavodih Ministrstva za javno upravo in likovno umetnost.

## Znanost in tehnologija med frankovskim režimom
Prišlo je do uničenja znanosti v Španiji , kar je bil rezultat državljanske vojne, izgnanstva znanstvenikov (velika večina, ugotovljena z republikanske strani), in represije, ki so jo izvajale francoske oblasti nad tistimi, ki so ostali v Španiji. To je bilo izraženo v temeljitem čiščenju javnih uslužbencev, zlasti na univerzi ter sekundarnem in osnovnošolskem izobraževanju  in odbora za podaljšanje študijev.
Prestižna ustanova osebne pobude, Tehnični inštitut za gradbeništvo in gradnjo, ki jo je leta 1934 ustvaril Eduardo Torroja skupaj z arhitektom Manuelom Sánchezom Arcasom, je postal del CSIC (danes imenovan Eduardo Torroja inštitut za gradbene vede). Tudi v CSIC je bil ustanovljen Biološki raziskovalni center, ki je bil ustanovljen leta 1953 na pobudo Gregorja Marañona.
Povezava med španskimi znanstveniki in institucijami ter njihovimi mednarodnimi kolegi se ni zgodila v večini disciplin, kar lahko imenujemo spremljanje: mednarodno geofizično leto (1957-1958), ključni trenutek, ki je pomenil premik paradigme ali vegenersko revolucijo je imelo skromno špansko udeležbo. Vojaško zavezništvo z Združenimi državami so ameriški vesoljski program spodbudili, da v Španiji odpre objekte v Madridu za globok vesoljski komunikacijski kompleks (MDSCC) v Robledu de Chavela in v Fresnedillas de la Olivi.
Leta 1943 je bila ustanovljena Fakulteta za politične in ekonomske znanosti Univerze v Madridu (Manuel de Torres, Valentín Andrés Álvarez, José Castañeda Chornet, Heinrich von Stackelberg) in med letoma 1957 in 1968 na Ekonomski fakulteti v Barceloni (Juan Sardá , Fabián Estapé).
Avtomobilska tehnologija se je po vojni počasi razvijala s privatnimi podjetji, kot so Barreiros (avtomobilska industrija), 1954-1978) in še posebej z državno iniciativo Nacionalnega inštituta za industrijo (INI): SEAT (1950) , z začetno tehnološko podporo italijanske skupine Fiat in ENASA-Pegaso (avtomobili) (Wifredo Ricart, 1946).
Prihod prvega elektronskega mikroskopa v Španijo je odšel na Inštitut za optiko CSIC (1948). Luis Bru je ustanovil Špansko društvo elektronske mikroskopije (1956) in Nacionalni center za elektronsko mikroskopijo (1957), ki je imel še eno napravo od leta 1965. Šola industrijskih inženirjev v Madridu je dobila drugo iz Ministrstva za šolstvo ki jih zagotavlja ameriška pomoč (program nadomestil za uporabo vojaških baz Združenih držav v Španiji).

## Znanost in tehnologija v demokraciji
Različne vlade demokracije, od prehodov (1975-1978) do danes, so ugotovile potrebo po krepitvi znanstvenih institucij in zlasti usklajevanja javnih institucij (univerz, raziskovalnih središč, novih avtonomnih skupnosti) z zasebnimi podjetji, katerih sodelovanje pri raziskovalnih prizadevanjih je bilo veliko nižje od tistih v razvitih državah. Znanstveno načrtovanje naj bi se izvajalo v skladu z novimi pristopi k integraciji R & R ali R & R + I (raziskave in razvoj ali raziskave, razvoj in inovacije), zlasti s procesom povezovanja v Evropskih skupnostih.
španske institucije in znanstveniki v vmesni fazi postavljajo Španijo v eno izmed najbolj razvitih držav, kljub običajni pristranskosti.
V številnih panogah fizikalno-naravoslovnih znanosti so španski raziskovalci pomembno prispevali; zlasti v medicinskih znanostih, s poudarkom na številnih izpeljavah molekularne biologije: Santiago Grisolia (biokemija, ekipa Severo Ochoa leta 1944, v zadnjih desetletjih dvajsetega stoletja je bil vodilni znanstvene institucije v Španiji in drugih državah), Federico župan Zaragoze (soustanovitelj in direktor molekularno biološkega centra Severo Ochoa (CBM), predsednik CSIC, minister za šolstvo, od leta 1981 do leta 1982 in generalni direktor Unesca, od leta 1987 do 1999-), Mariano Barbacid in Joan Massagué ( onkologija), Antonio Garcia-Bellido, Ginés Morata, Xavier Estivill (genetika), Eladio Viñuela (virologija), Bernat Soria ( postal minister za zdravje, od leta 2007 do 2009-), Juan Jose Badiola (prioni in nove bolezni) . Drugi vrhunci so področja porodništva in plodnost pri človeku (Fernando Bonilla-bolnišnica v Valenciji, Antonio Pellicer - inštitut za nepolodnost v Valenciji- Santiago Dexeus Clinic Dexeus -prva oploditvev je bila opravljena v Španiji 12. julija 1984, opravila sta jo: ginekolog Pedro Barri in biologinja Anna Veiga) Španski sistem, ki temelji na Nacionalni organizaciji za presaditev (1989), je postal svetovni voditelj in se je obravnaval kot model, ki se bo izvajal v preostalem delu Evropske unije.

### Španske ženske dostopajo do znanosti in tehnologije
V skladu z vključitvijo žensk v delo in vsemi vrstami dejavnosti, ki so se odvijale od prvih desetletij dvajsetega stoletja, se je prekinilo s povojnim obdobjem in v zadnjih letih francoskega režima (feminizem, koncept osvoboditev žensk); Število ženskih znanstvenic se je v zadnjih letih 20. stoletja močno povečalo. Med pionirkami so Isabel Torres, Dolores García Pineda, Sara Borrell, Olga García Riquelme, Gertrudis de la Fuente, Josefa Molera Izaba, Concepción Laguna, Laura Iglesias Romero, Pascal Griselda, Carmina Virgili, Gabriela Morreale, Ana Maria Pascual-Leone, María Cáscales, Josefina Castellví, Emilia Currás, Carmen Maroto, Margarita Salas, Teresa Mendizábal, Pilar Carbonero, Teresa Riera, Dorotea Barnes González, María Antonia Zorraquino, Josefa González Aguado.